# Eduardo Pizano de Narváez
Eduardo Pizano de Narváez (Bogotá, 6 de mayo de 1957) es un abogado, ejecutivo y político colombiano, que se desempeñó como Ministro de Desarrollo Económico de Colombia.

## Biografía
Nació en Bogotá, capital de Colombia, en mayo de 1957, en el seno de una familia de la aristocracia local. Su padre fue Emilio Pizano de Brigard (Primo de Francisco Pizano de Brigard) y su madre Marion de Narváez Wehinger. Realizó sus estudios secundarios en el Colegio San Carlos, en Bogotá, y en la Valley Forge Military Academy and College en Pensilvania (Estados Unidos). Abogado de la Universidad de los Andes, tiene una Maestría en Administración Pública de la Escuela de Gobierno John F. Kennedy, perteneciente a la Universidad de Harvard.

## Trayectoria
Comenzó su carrera política como Concejal y más adelante alcalde de Chía (Departamento de Cundinamarca) en 1977, durante la administración del Gobernador Gabriel Melo Guevara; posteriormente se desempeñó como director de Acción Comunal de Cundinamarca y miembro de la Asamblea Departamental de Cundinamarca. En las elecciones legislativas de 1991 fue elegido al Senado de la República de Colombia por la lista de Nueva Fuerza Democrática, siendo reelegido en los comicios de 1994 con 29.977 votos, esta vez por un movimiento independiente y apoyado por el Partido Conservador, al que alguna vez perteneció.
Tras dejar el Senado fue Secretario General de la Presidencia de la República y Ministro de Desarrollo Económico de Colombia entre 2001 y 2002, bajo la presidencia de Andrés Pastrana Arango; en este último cargo creó más de 100.000 empleos en el país y promovió la reactivación del sector de la construcción. En las elecciones locales de 2003 fue candidato a la Alcaldía de Bogotá por el movimiento Bogotá Viva, sin éxito. Quedó cuarto con 28.048 votos, equivalentes al 1,62% del total.
En el campo privado se desempeñó como presidente de la Asociación Colombiana de Gas Natural (Naturgas), entre 2009 y 2016. En este puesto dirigió la incorporación de Naturgas a la International Gas Union, así como promovió la utilización de gas natural en los servicios de transporte masivo en Medellín (SITVA) y Cartagena de Indias (Transcaribe). Así mismo, fue consultor empresarial y perteneció a las juntas ejecutivas de Cusezar, Internexa, Celsia y la Financiera de Desarrollo Territorial (Findeter).
También ocupó puestos como presidente de la Comisión Reguladora de Agua Potable, presidente la compañía estatal Telecom durante la presidencia de Andrés Pastrana, gerente de Asuntos Públicos de Shell en Colombia, gerente y propietario de Hortaexport y director de la Escuela de Gobierno de la Universidad de los Andes.